# マテマティカ
『マテマティカ』は、NHK教育テレビジョンで1999年4月6日から2003年3月20日まで放送されていた小学校低学年向けの学校放送（教科：算数）である。その後も2003年4月10日から2004年3月18日まで『はじめてのさんすう マテマティカ』と題して放送されていた。

## 概要
数学者であり大道芸人でもあるピーター・フランクルを起用した番組で、彼が大道芸をしながら算数の解説を行っていた。番組タイトルは、ラテン語で数学を意味する mathematica に由来する。
1998年8月17日に『マテマティカ!』としてパイロット版が放送。
1999年4月20日に放送された「さんにんでさんかく」の回は、第26回日本賞こども部門で外務大臣賞を受賞した。この回は、神奈川県横浜市にある放送ライブラリーで視聴できる。
番組の終了後、同じく低学年向けの番組として『かんじるさんすう 1、2、3!』がスタートした。それから3年後の2007年4月には、正統後継番組である『マテマティカ2』もスタートした。

## 放送時間
いずれも日本標準時、別の時間帯での再放送あり。また、学校が長期休暇に入る時期には放送時間を変更していた。

### マテマティカ
| 期間                          | 放送時間             |
| ----------------------------- | -------------------- |
| 1999年4月6日 - 2002年3月12日  | 火曜日 11:15 - 11:30 |
| 1999年4月9日 - 2002年3月15日  | 金曜日 10:45 - 11:00 |
| 1999年4月10日 - 2001年3月17日 | 土曜日 09:30 - 09:45 |
| 2002年4月11日 - 2003年3月20日 | 木曜日 09:30 - 09:45 |

### はじめてのさんすう マテマティカ
| 期間                          | 放送時間             |
| ----------------------------- | -------------------- |
| 2003年4月10日 - 2004年3月18日 | 木曜日 10:00 - 10:15 |

## 出演者
- ピーター・フランクル[5]
- 池田彩香[5]
- 蛯谷夢[5]
- 山田慶太[5]
- 榎本亮太[5]
- 寉岡萌希[5]
- 松岡洋子（語り）[5]

## 放映リスト
1. ころころまんまる
2. さんにんでさんかく
3. きっちりしかく
4. ぐんぐんおおきく
5. みぎとひだり
6. かたちのふしぎ
7. くりかえしのまほう
8. かずのくにへ
9. かずがうまれるとき
10. まほうのけいさんき
11. 100ってなに?
12. ふえたりへったり
13. 九九のひみつ
14. かずのくにのことば
15. かずのふしぎ
16. はかりのくにへ
17. ものさしってなに?
18. メートルものがたり
19. ときのはかり
20. さんすうアルバム

## スタッフ
- タイトル - 富田勉[5]
- アニメーション - 真賀里文子[5]
- 構成 - 木村佳代[5]
- 演出 - 小泉世津子[5]

## 音楽
- 中川俊郎 & ブルース3兄弟[5]

## 出版物
- NHKマテマティカ 見て、感じて、発見する算数 初級編（2011年12月、編集：NHK「マテマティカ」制作班、出版：金の星社、ISBN 978-4-323-07196-1）
- NHKマテマティカ 見て、感じて、発見する算数 中・上級編（2011年12月、編集：NHK「マテマティカ」制作班、出版：金の星社、ISBN 978-4-323-07197-8）
- NHKマテマティカ 見て、感じて、発見する算数 2巻セット（2012年4月、編集：NHK「マテマティカ」制作班、出版：金の星社、ISBN 978-4-323-93290-3）